# Fowlis Wester Sculptured Stone

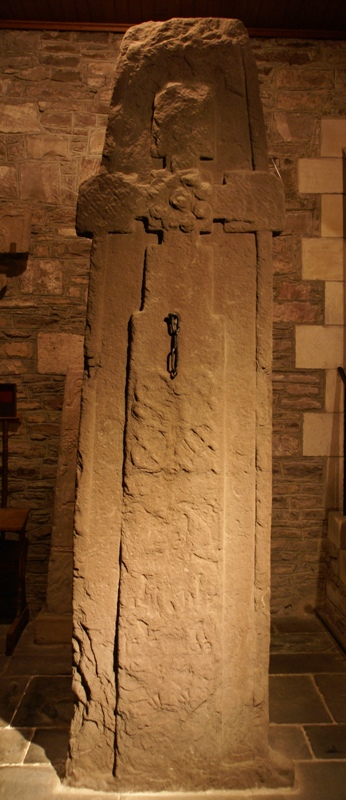
Fowlis Wester Sculptured Stone: kruiszijde.

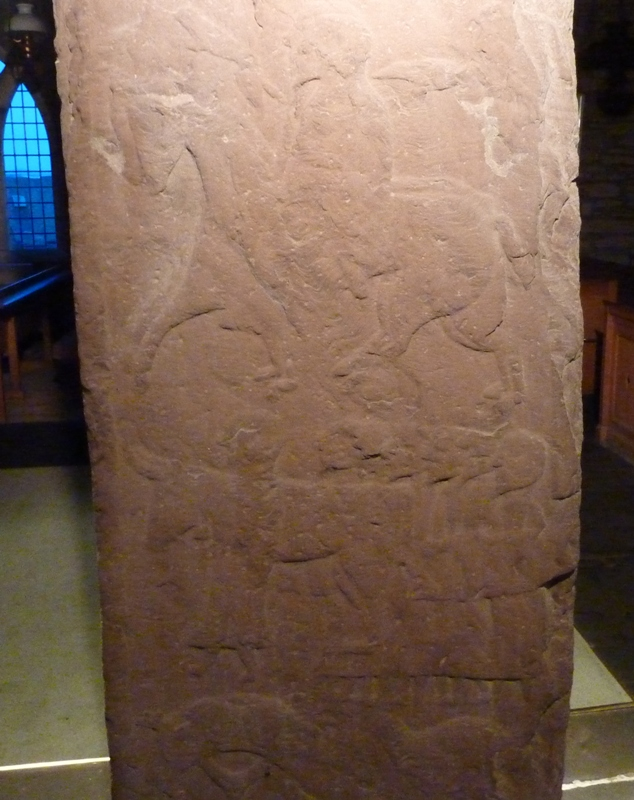
Detail van de achterzijde: twee ruiters met eronder een koe die geleid wordt door een man.

De Fowlis Wester Sculptured Stone, ook wel het Fowlis Wester Cross en Fowlis Wester numero 1 genoemd, is een Pictische steen en tevens een High Cross (Hoog Kruis), stammende uit de achtste eeuw. Het staat in de St Bean's Church in Fowlis Wester, circa zeven kilometer ten oosten van Crieff, in de Schotse regio Perth and Kinross.

## Periode
De Fowlis Wester Sculptured Stone werd rond 800 gemaakt.

## Locatie
Volgens traditie werd de Fowlis Wester Sculptured Stone naar het dorpsplein van Fowlis Wester verplaatst vanuit Bal-na-Croisk, nabij de monding van Sma' Glen. Een andere theorie stelt dat de steen afkomstig is van de afgebroken St Bean's Chapel in Buchanty, 4,1 kilometer ten noorden van Fowlis Wester. Onderzoek in 1991 wees uit dat het dorpsplein inderdaad niet de originele locatie was van de steen.
De steen stond jarenlang op het dorpsplein, totdat de steen in augustus 1991 werd verplaatst naar de nabijgelegen dorpskerk. Een replica werd op het dorpsplein geplaatst.

## Beschrijving
De Fowlis Wester Sculptured Stone is een klasse II Pictische steen, gemaakt van rode zandsteen. De steen is 3,15 meter hoog. Dit is de hoogste steen met pictische symbolen in Schotland. De steen varieert tussen 0,11 en 0,15 meter in dikte.
Aan de voorzijde bevindt zich een kruis. De twee horizontale armen van het kruis steken vijf centimeter uit. De aangebrachte versieringen aan deze zijde zijn zwaar geërodeerd. In het midden van de schacht van het kruis is op een hoogte van 1,88 meter boven de grond een ijzeren ketting bevestigd. Waarschijnlijk was de ketting oorspronkelijk langer en zat er een ijzeren halsband aan bevestigd. Daarmee zou het kruis als schandpaal hebben gefunctioneerd.
Aan de achterzijde zijn bovenaan pictische symbolen afgebeeld, namelijk een dubbele schijf gecombineerd met een Z-staaf. Er zou nog een dubbele schijf of een maan naast kunnen staan. Eronder staan een ruiter en een beest afgebeeld. Daaronder staan twee naar links rijdende ruiters afgebeeld, waarvan één met een havik op zijn arm. Dit wordt meestal beschreven als een jachtscène. Eronder staat een koe met een bel om haar nek afgebeeld, die naar links wordt geleid door een man en wordt gevolgd door zes andere figuren, soms beschreven als krijgers met schilden en speren. Onder deze groep staan links de pictische symbolen van maan met V-staaf afgebeeld en rechts een vogel, soms beschreven als een adelaar. Onderaan is een man afgebeeld die lijkt te worden opgegeten door een beest.
Bijzonder aan de Fowlis Wester Sculptured Stone zijn de uitstekende armen van het kruis en de groep figuren met de koe. Wellicht verwijst deze scène naar de aanbidding van het Gouden Kalf of naar een legende van de een of andere lokale heilige. Het onderwerp is vergelijkbaar met de St Vigeans numero 7, Eassie numero 1 en Woodwray numero 6.
In de parochiekerk van Fowlis Wester staat ook een kleinere pictische steen tentoongesteld, die slechts aan één zijde bewerkt is. Deze steen staat bekend als de Fowlis Wester Parish Church Cross Slab. Op de bewerkte zijde staat een keltisch kruis afgebeeld met ernaast een tweetal zittende figuren. Verder staan bovenaan op het kruis twee fantasiebeesten afgebeeld en onderaan links een tweetal staande figuren.

## Beheer
De Fowlis Wester Sculptured Stone wordt beheerd door Historic Scotland.